# Sottosuolo di Napoli
Il sottosuolo di Napoli è attraversato da una grande rete di cunicoli, gallerie, acquedotti e spazi scavati ed utilizzati dall'uomo durante la storia della città sin da diversi secoli avanti Cristo fino a pochi anni dopo la fine del secondo conflitto mondiale, ed ancora oggi, almeno in parte, visitabili.
I siti del sottosuolo si distinguono dai reperti archeologici sotterranei per la loro origine sotterranea sin dalla realizzazione.

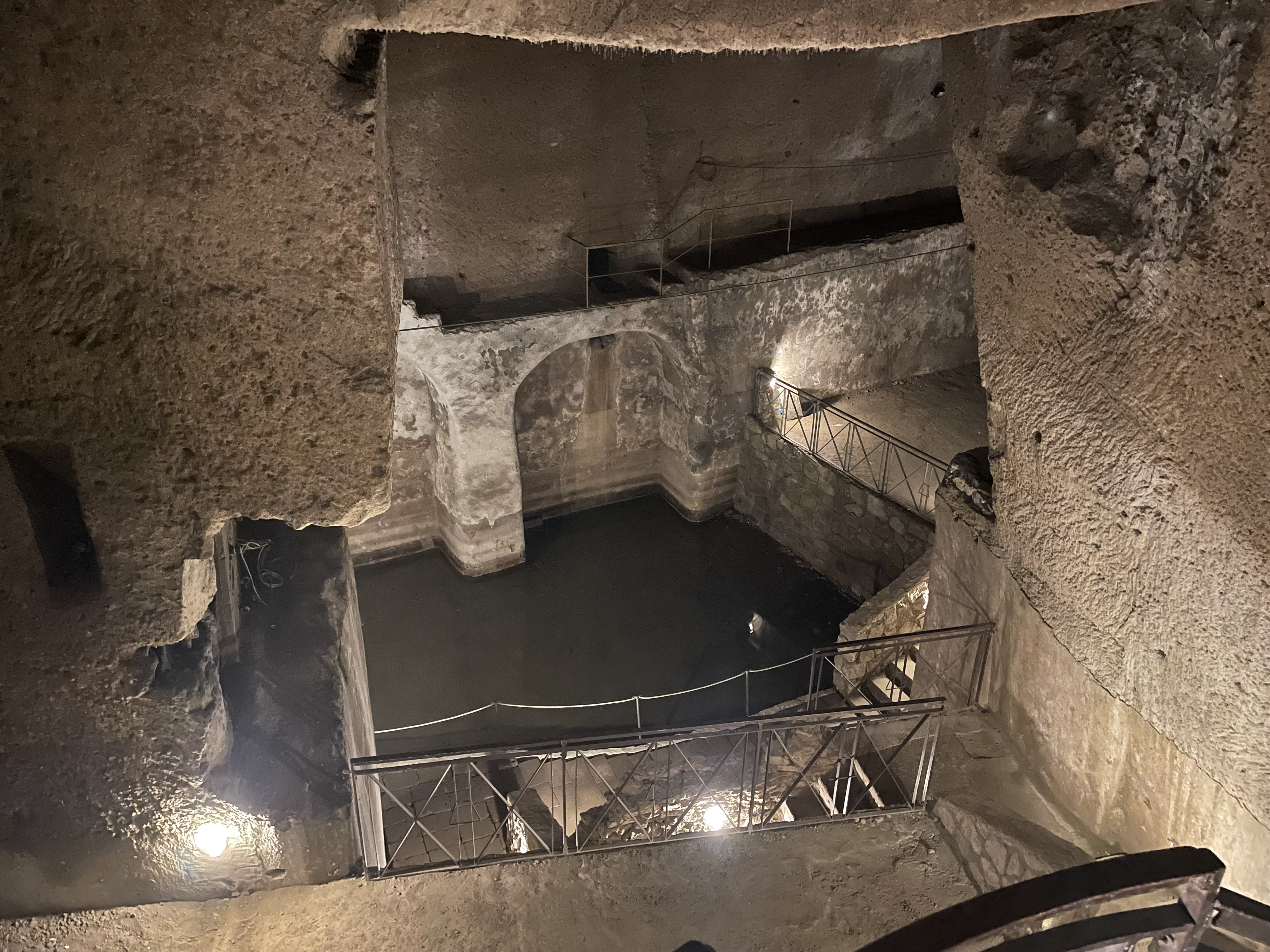
Galleria Borbonica

## Siti noti
Diversi cunicoli sono noti oggi, alcuni di essi sono collegati tra loro, tra i principali vi sono:
- Cunicoli del centro storico (accesso in piazza san Gaetano)
- Galleria Borbonica (accesso via Domenico Morelli)
- Acquedotto rinascimentale e Rifugio Antiaereo di Palazzo Serra di Cassano (accesso Via Monte di Dio, 14 connesso alla Galleria Borbonica)
- Acquedotto greco-romano (connesso dall'accesso di piazza san Gaetano)
- Crypta Neapolitana (accesso da piazza Piedigrotta)
- Ipogei ellenistici di Napoli (zone Sanità-Vergini-Foria)
- Catacombe di Napoli (accessi vari)
- Rifugio antiaereo di Sant'Anna di Palazzo (accesso da vico Sant'Anna di Palazzo)
- Grotta di Cocceio (galleria scavata sotto il monte Grillo, Cuma)

Vi sono diversi percorsi per poter accedere alla rete di ambienti sotterranei e agli ex ricoveri antiaerei. È visibile uno di questi rifugi, in cui si alternano tra cisterne e cave, cunicoli e pozzi, resti del periodo greco-romano e catacombe, ed i passaggi che collegano svariati punti della città anche distanti chilometri sono innumerevoli a Piazza San Gaetano dove è visitabile l'acquedotto greco-romano, e il rifugio di via Sant'Anna di Palazzo, a Chiaia. Gli speleologi continuano a studiare ed ispezionare le cavità e i cunicoli che riaffiorano in occasione di sprofondamenti e/o crolli ed inserirle nel cosiddetto censimento delle cavità cittadine.
Sono noti ad oggi 900'000 m2 di cavità sotterranee sotto la città di Napoli, di cui solo due sono di origine naturale.

## Storia delle cavità
Le cavità vennero realizzate per vari scopi, a seconda dei luoghi e dei periodi storici, tuttavia furono diversi i loro utilizzi secondari e successivi che ne segnano fasi di pieno utilizzo e di dismissione che si sono susseguite nella storia.

### Realizzazione

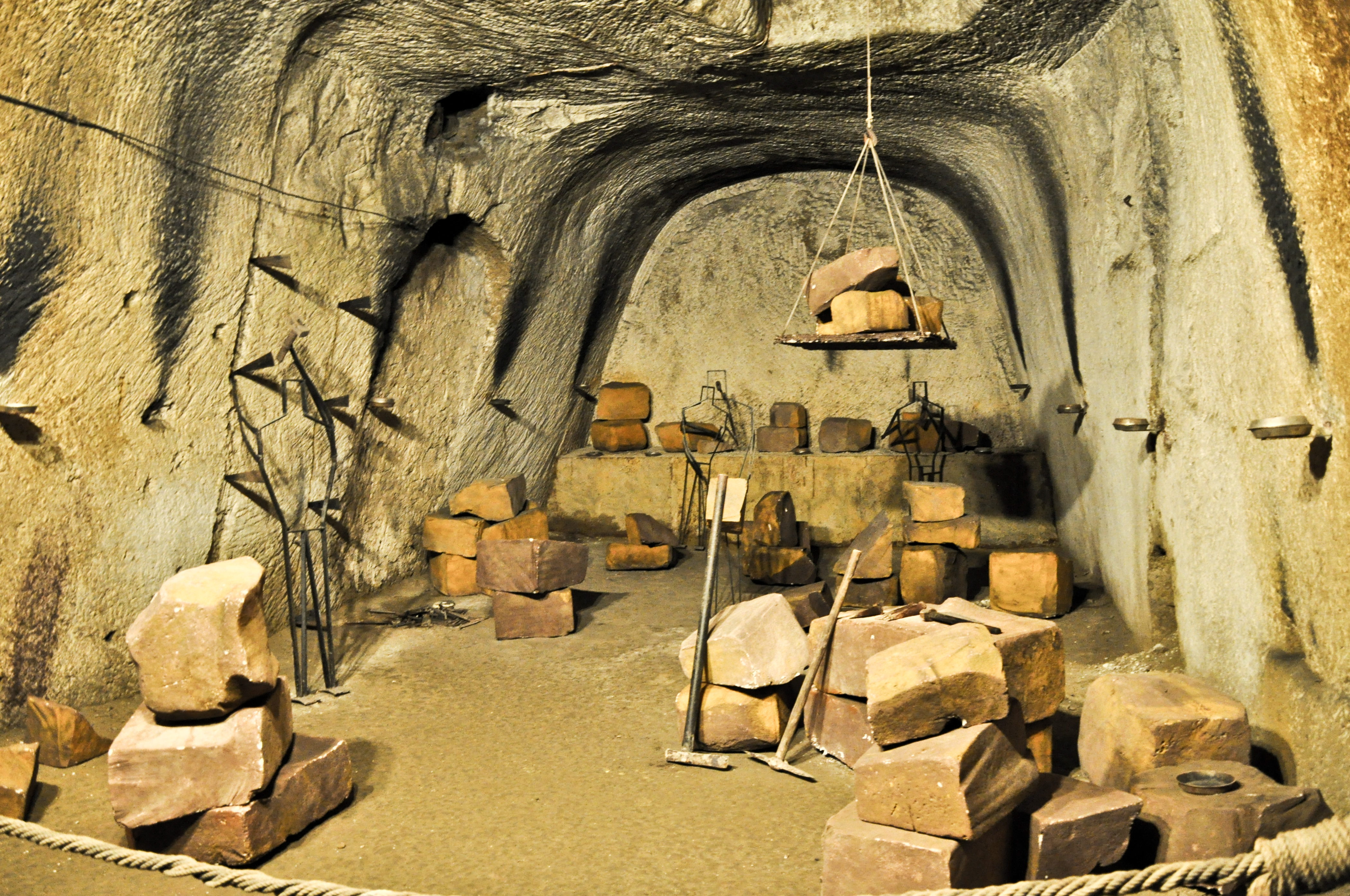
Una rappresentazione delle cavità utilizzate come cava di tufo

I primi manufatti di scavi sotterranei risalgono a circa 5.000 anni fa, quasi alla fine dell'era preistorica. 
Successivamente, nel III secolo a.C., in periodo greco, vennero aperte le prime cave sotterranee per ricavare i blocchi di tufo necessari alle mura e ai templi della loro Neapolis e scavarono in numerosi ambienti per creare una serie di ipogei funerari. Forse i Greci erano attratti proprio dalle rocce gialle del monte Echia, un piccolo vulcano spento che si trova proprio dietro piazza Plebiscito.
Lo sviluppo imponente del reticolo dei sotterranei iniziò in epoca romana: i romani infatti in epoca augustea dotarono la città di gallerie viarie (grotta di Cocceio e grotta di Seiano) e soprattutto di una rete di acquedotti complessa, alimentata da condotti sotterranei provenienti dalle sorgenti del Serino, a 70 km di distanza dal centro di Napoli. Altri rami dell'acquedotto di età augustea arrivarono fino a Miseno, per alimentare la Piscina mirabilis, che fu la riserva d'acqua della flotta romana.
Larghi quel poco che permetteva il passaggio di un uomo, i cunicoli dell'acquedotto si diramano spesso in tutte le direzioni, con lo scopo di alimentare fontane ed abitazioni situate in diverse aree della città superiore. A tratti, sulle pareti, si notano ancora tracce dell'intonaco idraulico, utilizzato dagli ingegneri dell'antichità per impermeabilizzare le gallerie.

### Utilizzi secondari

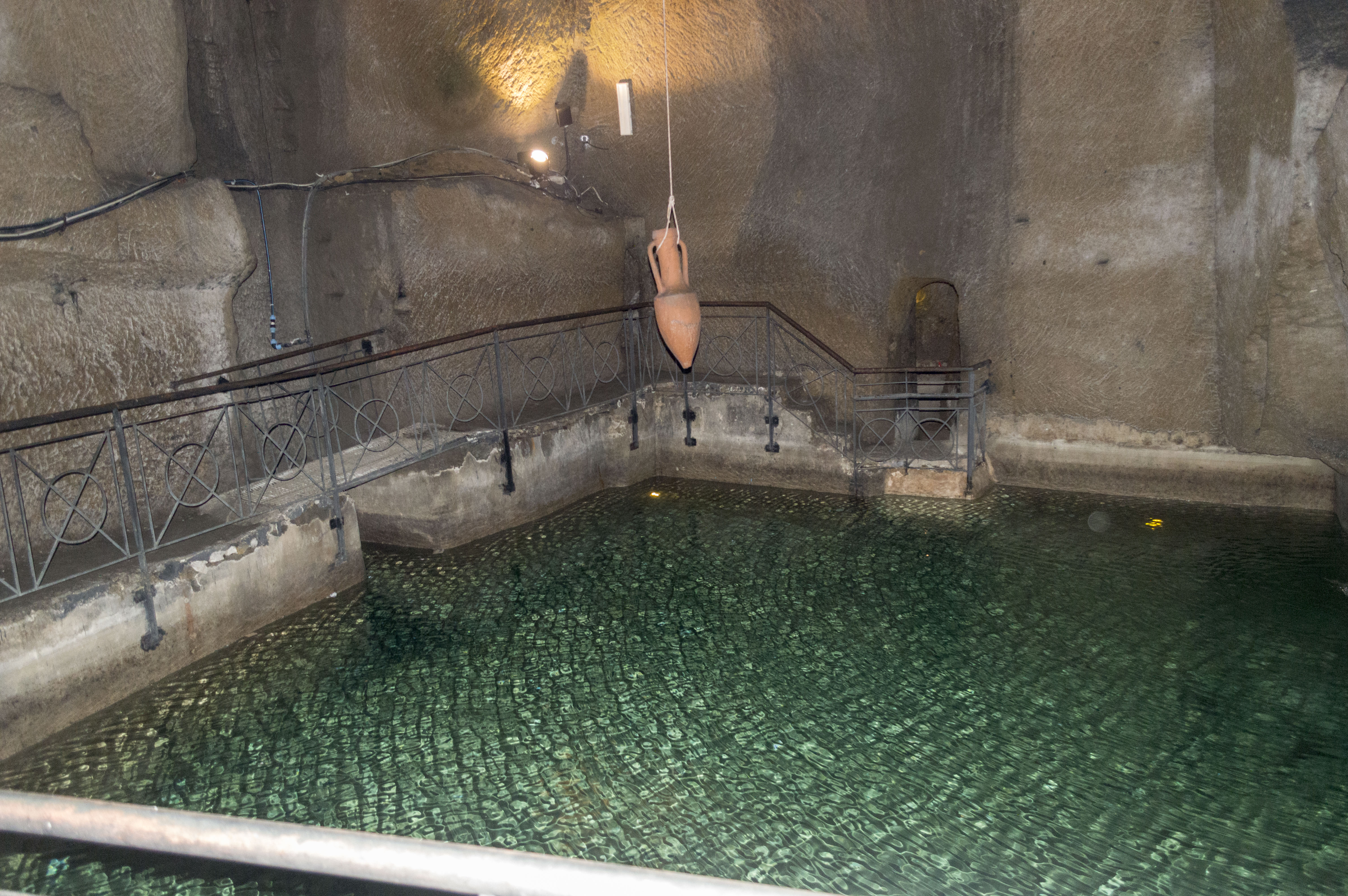
Una cavità adibita a cisterna

Diversi furono gli utilizzi secondari, ovvero non legati alla funzione originaria per cui era stata realizzata la cavità, ovvero generalmente di estrazione del tufo. Tra questi alcuni furono illeciti o scorretti, legati a furti e scarico di materiali di risulta.
Una delle due ipotesi storico-letterarie più accreditate collega strettamente il personaggio di fantasia del folclore napoletano detto munaciello al suo sottosuolo, in quanto sostiene che la leggenda della sua esistenza fosse stata alimentata dagli utilizzi illeciti degli addetti alla pulizia del sistema idrico (detto pozzari), che utilizzavano gli accessi privati dei pozzi per accedere alle abitazioni e compiere furti o intrattenere relazioni con le donne della casa.
I cunicoli e l'acquedotto sotterraneo ebbero anche un ruolo strategico in alcuni conflitti, aiutando talvolta gli assalitori della città a penetrarvi, o viceversa permettendo l'approvvigionamento idrico dei cittadini e truppe negli assedi prolungati.
Nel '900 le Istituzioni hanno fatto ampio utilizzo di alcuni sotterranei come deposito di veicoli sequestrati, motivo per cui vennero trovate diverse vetture e motocicli, tuttora in parte conservati in loco a scopo dimostrativo.

### Dismissione.
Agli inizi del XVI secolo il vecchio acquedotto e le moltissime cisterne pluviali non riuscivano più a soddisfare il bisogno d'acqua della città che si era estesa a macchia d'olio e fu così che il facoltoso nobile napoletano Cesare Carmignano costruì un nuovo acquedotto (1629).
Fu solo agli inizi del XX secolo che si smise di scavare nel sottosuolo per l'approvvigionamento idrico, utilizzo vietato a partire dall'epidemia di colera del 1885 dalle autorità del Regno d'Italia.
I cunicoli vennero in seguito usati come discarica non autorizzata di materiali di risulta di vario tipo, sfruttando la possibilità di gettare abbondanti quantità di materiale nel pozzo più vicino.

### Successivi utilizzi

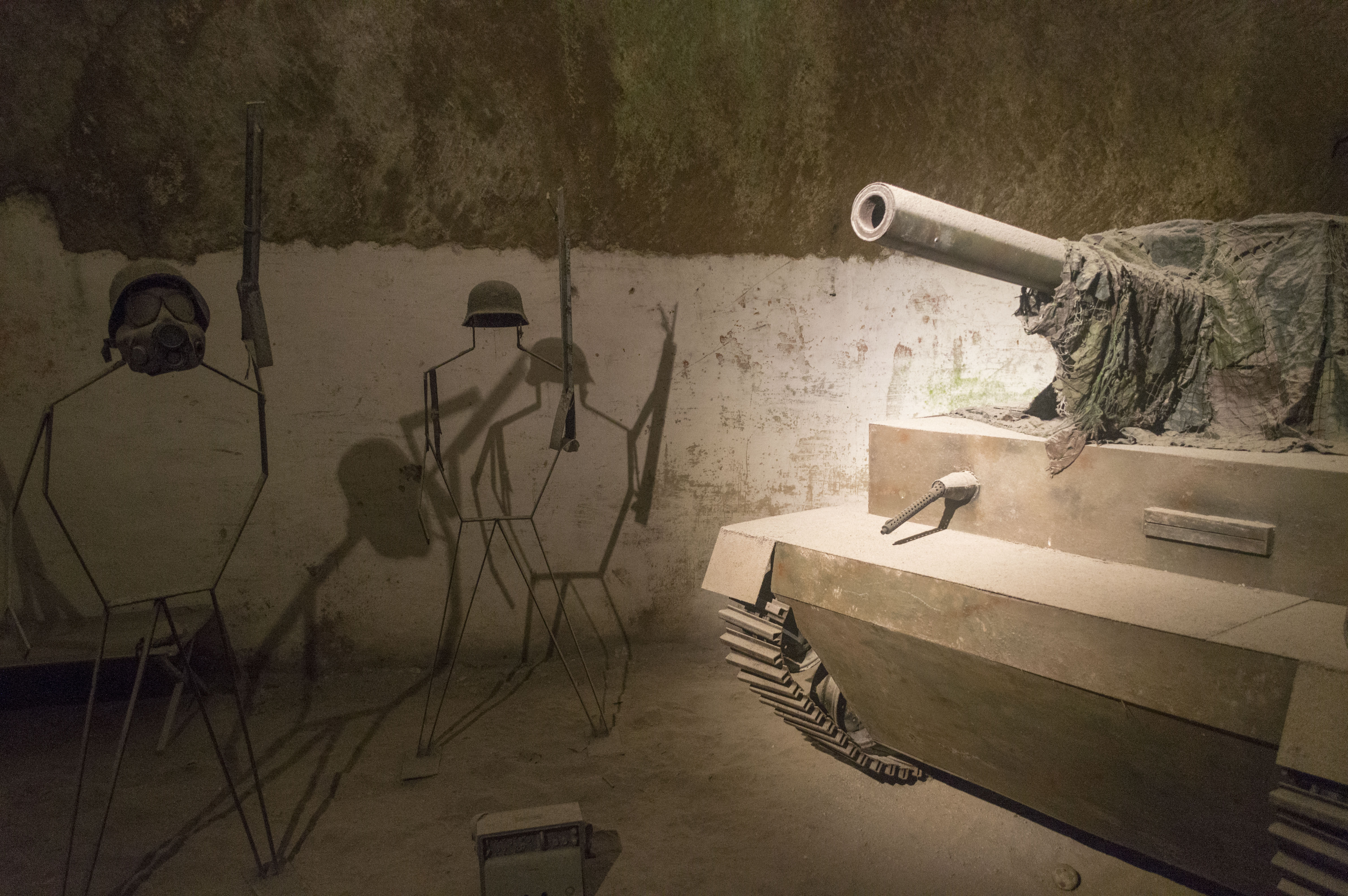
Rappresentazione museale dell'utilizzo delle cavità come rifugio antiaereo. Si possono notare le pareti imbiancate con la calce per disinfettare l'ambiente.

I sotterranei furono utilizzati anche come rifugi antiaerei per proteggersi dai bombardamenti che colpirono la città durante la seconda guerra mondiale.
Le cavità furono illuminate e sistemate dal Genio militare per accogliere decine e decine di persone che al suono della sirena si affrettavano a scendere per le scale che scendevano in profondità.
Principalmente furono realizzati:
- scale di accesso, per facilitare l'ingresso e l'uscita delle centinaia di persone che vi avrebbero dovuto accedere rapidamente
- un pavimento pianeggiante, ottenuto spianando e compattando i detriti, e ricoprendoli con uno strato di terra battuta uniforme (di conseguenza l'altezza della cavità risulta ridotto, anche di diversi metri). I detriti non vennero rimossi perché sarebbe stata un'operazione molto più impegnativa
- la chiusura dei pozzi, di modo che non potesse succedere che un ordigno aereo potesse penetrare nelle cavità e causare gravissimi danni e innumerevoli vittime. I pozzi vennero chiusi in superficie e murati lateralmente lungo il percorso di discesa
- servizi igienici
- rete di illuminazione elettrica

Resti di arredi, graffiti e vari oggetti in ottimo stato di conservazione testimoniano ancora oggi la grande paura dei bombardamenti e i numerosi periodi della giornata vissuti nei rifugi, facendo riemergere uno spaccato di vita importante e altrettanto tragico della storia cittadina.

## Realizzazione delle cavità
Il sottosuolo della città di Napoli è costituito in gran parte da tufo, pietra di origine vulcanica friabile, facile da scavare e sufficientemente resistente per creare gallerie autoportanti.

### Geologia del sottosuolo

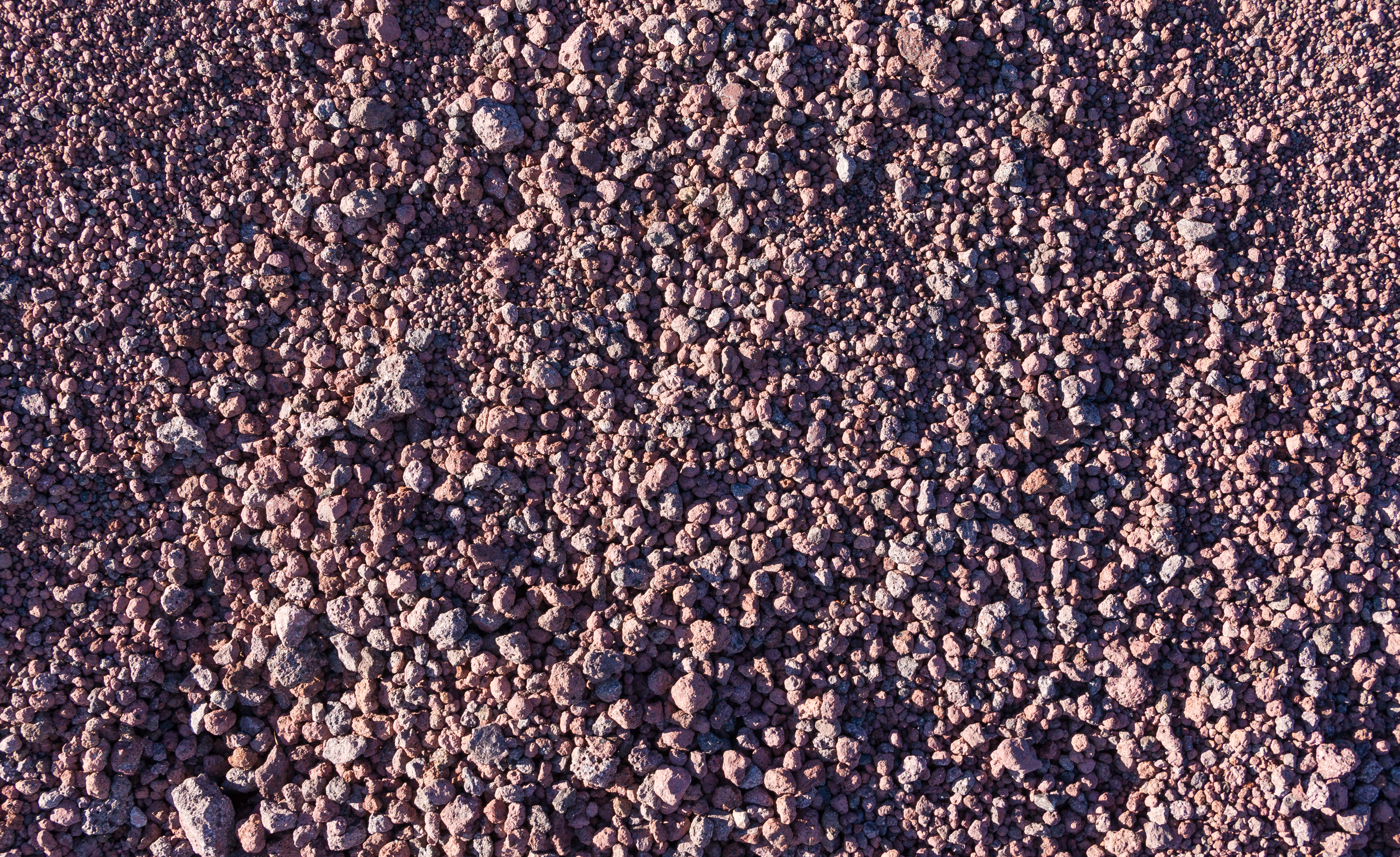
Pozzolana del Vesuvio

Il sottosuolo napoletano è in ampia parte composto da vari materiali, tra cui abbondanti strati di tufo (denominato tufo giallo napoletano) formatosi con l'accumulo di cenere vulcanica, coperto generalmente da strati di piroclastiti sciolti, detti anche pozzolana. Il tufo è raramente affiorante, se non sui margini di colline o dirupi, mentre per raggiungerlo attraversando gli strati del suolo è necessario attraversare la pozzolana.

### Tecniche di scavo antiche

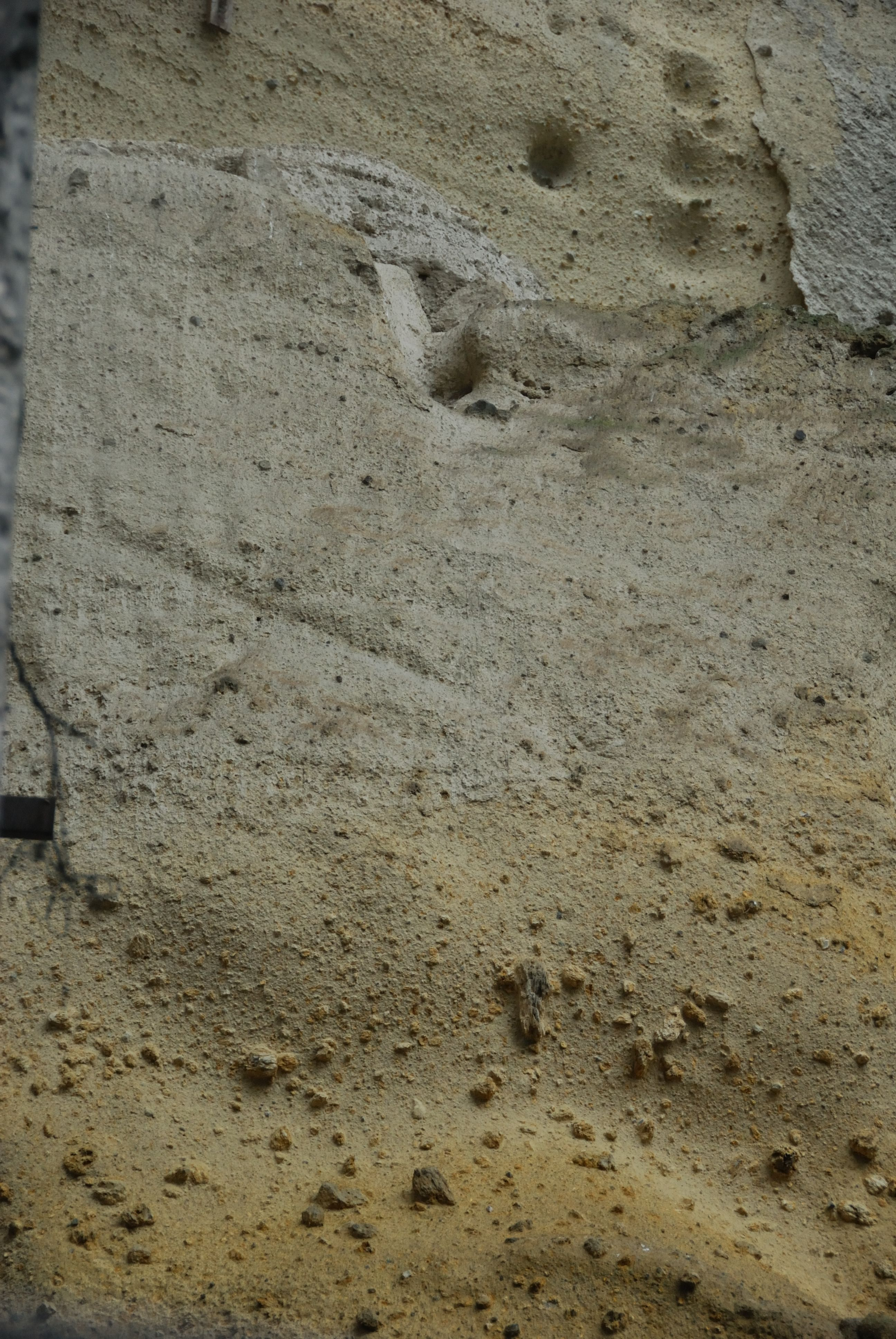
Tufo giallo napoletano

La realizzazione delle cavità, quando realizzata per l'estrazione di tufo da costruzione, si realizzava in due maniere principalmente:
- con accesso a raso: queste cavità prendono luogo da giacimenti affiorante sul lato delle colline, dove si avviava lo scavo di una nicchia di dimensioni definite che avanza a scala discendente dentro la collina. Nella cavità si svolgeva l'attività di taglio ed estrazione dei blocchi di tufo, lavorati in seguito fintanto che la distanza dall'uscita era breve, dopodiché la lavorazione avveniva direttamente all'interno della cava. Era tipico lo scavo di diverse di tali gallerie parallele, poi unite da uno scavo trasversale
- con accesso da pozzi (detti anche "occhio di monte"): questo tipo di scavo procedeva perpendicolare e a sezione costante attraverso i primi strati del suolo e, attraversando la pozzolana che creava pareti instaibili e franose, necessitava la costruzione di muri laterali di contenimento (erano utilizzati gli stessi mattoni di tufo) che continuavano fino all'incontro del tufo. Dopo i primi metri, lo scavo iniziava ad allargare la propria sezione progressivamente fino al raggiungimento di una forma a campana profondo fino a quanto utile per estrarre comodamente il materiale di costruzione da utilizzarsi per le costruzioni nelle sue prossimità. Raggiunta la profondità limite, lo scavo poteva espandersi lateralmente. Una volta esaurita l'estrazione, la cavità poteva essere connessa al sistema idrico sotterraneo, oppure utilizzata come cisterna pluviale isolata, oppure ancora poteva essere chiusa la sommità del pozzo e dismesso.[2]

## Gestione odierna dei cunicoli

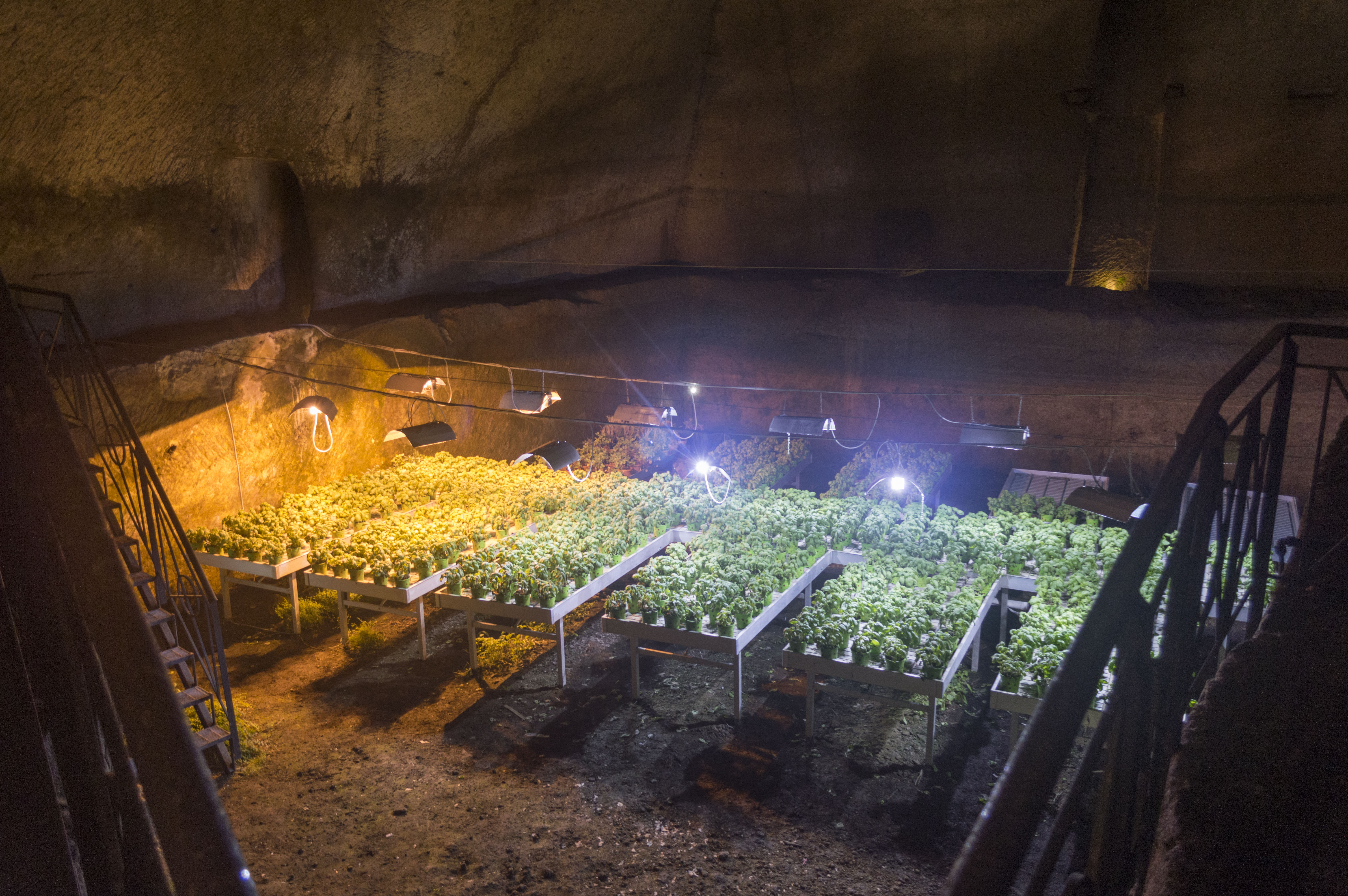
L'orto di basilico sotterraneo gestito dall'associazione Napoli Sotterranea. L'innaffiatura è minima, dato l'elevato grado di umidità dell'aria in cavità.

I cunicoli sono luogo di interesse speleologico e archeologico, nonché attrazione turistica sin dalla seconda metà del '900. Essi sono parzialmente aperti alle visite turistiche guidate, gestite da diverse associazioni culturali, che organizzano anche spettacoli e attività nei cunicoli.
La ricerca di nuovi cunicoli e loro mappatura è in studio anche con la tecnologia basata sulla tomografia muonica, basata sulla scansione dei muoni che attraversano la roccia.
Il Progetto Cavità della Città metropolitana di Napoli ha eseguito e sta espandendo il censimento dei cunicoli del sottosuolo della provincia.
È attivo anche un museo, denominato Museo del Sottosuolo di Napoli.